# Музей Porsche
Музей Porsche — выставочный комплекс в районе Цуффенхаузен города Штутгарт, собравший под своей крышей экспонаты, рассказывающие об истории марки Porsche с момента её создания до сегодняшних дней. Музей был открыт в 1976 году. В январе 2009 года состоялось открытие нового здания музея.

## Идея
Основатель компании — автомобилестроитель Фердинанд Порше (1875—1951). Его дело продолжил сын Ферри (1909—1998).
В 1931 году Ф. Порше открыл в Штутгарте свой офис. История спортивных автомобилей Porsche началась в 1948 году (8 июня) с появлением легендарного Porsche 356. «Все это началось, когда я искал, но не мог найти автомобиль своей мечты. Таким образом, я решил создать его сам.» — говорит Фердинанд (Ферри) Порше, сын Фердинанда Порше старшего. История автомобилей Porsche знает немало побед и поражений, что позволило марке занять ведущее место в мире.
Прошлое Porsche клиенты, акционеры и просто поклонники марки стремились воплотить в музее. Совет правления Porsche в июле 2004 года одобрил постройку музея в Zuffenhausen. С декабря 2005 года началось воплощение проекта здания музея. 31 января 2009 года состоялось торжественное открытие музея Porsche.

## Проект
Район Zuffenhausen в Штутгарте традиционно считается[кем?] местом рождения автомобиля Porsche. Здесь был создан и «Жук» VW в 1938 году, а также прародитель спортивных автомобилей Porsche 64 в 1939 году. В этом пригороде в 1950 году появились первые спортивные автомобили с эмблемой Porsche. На этом историческом месте и решили основать музей Porsche.
Здание музея построено в современном архитектурном стиле, отражающим философию компании Porsche.
В июле 2004 года было принято решение начале проекта. Конкурс выиграла Венская фирма Delugan Meissl Associated Architects в феврале 2005 года, а в октябре уже начались работы по строительству.
Фундамент и центр здания был завершен в конце 2006 — начале 2007 года. В конце 2007 года завершили установку стальной конструкции, поддерживающей выставочный зал, площадью 5600 квадратных метров.
Открытие музея первоначально намечалось в конце 2008 года, но фактически состоялось в январе 2009 года.
Специально для музея были созданы аудиогиды, которые можно получить на кассе. Они доступны на нескольких языках (в том числе и на русском). С помощью таких гидов можно исследовать выставку в любой последовательности. Также в музее проводятся групповые (до 20 человек) и специализированные (по тематике) экскурсии.

## Выставки
450 экспонатов представлено в музее. Здесь собраны как известные экземпляры, так и некоторые интересные технические достижения Фердинанда Порше с начала XX века.
Из вестибюля гости музея поднимаются вверх по эскалатору в просторный выставочный зал, где можно получить краткий обзор всей выставки. Посетитель может выбрать с чего начать: история компании до 1948 года или главная часть выставки (хронологическая история Porsche, тематические выставки). Обе области объединены секцией «Идея Porsche», формирующая основу выставки.
Музей рассказывает об истории Porsche просто и интересно. Бренд Porsche дорожит автомобилями созданными как для гонок, так и для обывателей. Выставка рассказывает об истории бренда до и после 1948 года. Основными составляющими выставки являются «Идея Porsche», «История продукта» и «Тематические выставки».
«Идея Porsche» — посетители здесь узнают о ценностях, философии и истории компании.
«История продукта» — хронологическая история спортивных автомобилей, начиная с 1948 года и заканчивая современными моделями.
«Тематические выставки» сосредотачиваются на особо важных этапах истории Porsche. Например: Развитие от Porsche 911 и до Porsche 997, посвященная отдельному модельному ряду или автомобили различных эпох, таких как «Ле-Ман» и Targa Florio.

## Архив Porsche
В новом музее создан центральный склад, хранящий все исторические и современные знания о Porsche. Часть архива можно увидеть через стеклянные двери вестибюля.
В архиве хранится вся информация о ведении бизнеса Porsche, технические, социальные и культурные аспекты развития компании. Документы охватывают период от первых шагов Фердинанда Порше в автомобилестроении до сегодняшнего дня. Весь архив занимает около 2000 метров на полках, витринах и в сейфах.
Исторический архив компании доступен для внутренних пользователей, журналистов и исследователей. Ежедневно архивариусами Porsche обрабатывается несколько тысяч запросов.
Факты исторического архива:
- содержание: история автомобилей, история компании, архив СМИ;
- более 2,5 млн изображений;
- более 1000 часов киноматериалов в архиве СМИ;
- более 3000 книг об автомобилях.